# Grand Prix de Wallonie 2017
Der 58. Grand Prix de Wallonie 2017 war ein belgisches Straßenradrennen in der Wallonie mit Start in Chaudfontaine und Ziel in Namur nach 212,1 km. Es fand am Mittwoch, den 13. September 2017, statt. Zudem war es Teil der UCI Europe Tour 2017 und dort in der Kategorie 1.1 eingestuft.
Die Strecke nach Namur wies zahlreiche Hügel unterwegs auf und endete mit einem bergauf führenden Ziel zur Zitadelle von Namur.
10 Kilometer nach Rennstart setzte sich eine sieben Mann starke Ausreißergruppe um den Belgier Sander Cordeel (Verandas Willems) zusammen. Sie hatten maximal vier Minuten Vorsprung und waren gut 55 Kilometer vor dem Ziel wieder gestellt. Gut 40 Kilometer vor dem Ziel kam es zu einer Windkantensituation. Dadurch fielen viele Fahrer zurück. Es bildete sich eine gut 20 Mann umfassende Gruppe an der Spitze des Rennens. Mit dabei waren u. a. Tim Wellens (Belgien), Tony Gallopin (Frankreich), Tiesj Benoot (Belgien/alle drei Lotto Soudal), Petr Vakoč (Tschechien/Quick Step) und Jan Bakelants (Belgien/AG2R). Durch eine weitere Attacke verkleinerte sich die Gruppe auf acht Fahrer. Mit dabei waren die drei Lotto Soudal-Fahrer. Knapp 15 Kilometer vor dem Ziel attackierte Wellens hinauf zur Tienne aux Pierres und fuhr sich einen Vorsprung von etwa 50 Sekunden heraus. In der Folge vergrößerte sich bis auf zwei Minuten kurz vor dem Ziel. Zur Zitadelle von Namur herauf verlor Wellens zwar noch etwas Zeit, aber er gewann dieses Eintagesrennen als Solist. Gut 85 Sekunden später folgte sein Teamkollege Gallopin. Dritter wurde Julien Simon (Frankreich/Cofidis).

## Teilnehmende Mannschaften
| WorldTeams (6)- AG2R La Mondiale - BMC Racing Team - FDJ - Lotto-Soudal - Quick-Step Floors - Lotto NL-Jumbo Professional Continental Teams (7)- Cofidis, Solutions Crédits - Fortuneo-Oscaro - Roompot-Nederlandse Loterij - Sport Vlaanderen-Baloise - Verandas Willems-Crelan - Wanty-Groupe Gobert - WB-Veranclassic-Aqua Protect Continental Teams (6)- AGO-Aqua Service - Armée de terre - Cibel-Cebon - Roubaix Lille Métropole - Tarteletto-Isorex - T.Palm-Pôle Continental Wallon Nationalmannschaft- Belgien U23 |
| |

## Rennergebnis
| \| Gesamtwertung \| Gesamtwertung \| Gesamtwertung \| Gesamtwertung \| Gesamtwertung \| \| Fahrer \| Fahrer \| Land \| Team \| Zeit \| \| ------------- \| ------------------ \| ------------- \| -------------------------- \| --------------- \| \| 1. \| Tim Wellens \| Belgien \| Lotto-Soudal \| 5 h 26 min 00 s \| \| 2. \| Tony Gallopin \| Frankreich \| Lotto-Soudal \| + 1 min 22 s \| \| 3. \| Julien Simon \| Frankreich \| Cofidis, Solutions Crédits \| + 1 min 23 s \| \| 4. \| Tiesj Benoot \| Belgien \| Lotto-Soudal \| + 1 min 23 s \| \| 5. \| Jan Bakelants \| Belgien \| AG2R La Mondiale \| + 1 min 25 s \| \| 6. \| Dylan Teuns \| Belgien \| BMC Racing Team \| + 1 min 28 s \| \| 7. \| Jelle Vanendert \| Belgien \| Lotto-Soudal \| + 1 min 37 s \| \| 8. \| Gianluca Brambilla \| Italien \| Quick-Step Floors \| + 1 min 37 s \| \| 9. \| Bjorg Lambrecht \| Belgien \| Belgien U23 \| + 1 min 37 s \| \| 10. \| Loïc Vliegen \| Belgien \| BMC Racing Team \| + 1 min 37 s \| |                    |            |                            |                 |
| |                    |            |                            |                 |
| Quelle: ProCyclingStats |                    |            |                            |                 |
| Gesamtwertung |                    |            |                            |                 |
| Fahrer | Fahrer             | Land       | Team                       | Zeit            |
| 1. | Tim Wellens        | Belgien    | Lotto-Soudal               | 5 h 26 min 00 s |
| 2. | Tony Gallopin      | Frankreich | Lotto-Soudal               | + 1 min 22 s    |
| 3. | Julien Simon       | Frankreich | Cofidis, Solutions Crédits | + 1 min 23 s    |
| 4. | Tiesj Benoot       | Belgien    | Lotto-Soudal               | + 1 min 23 s    |
| 5. | Jan Bakelants      | Belgien    | AG2R La Mondiale           | + 1 min 25 s    |
| 6. | Dylan Teuns        | Belgien    | BMC Racing Team            | + 1 min 28 s    |
| 7. | Jelle Vanendert    | Belgien    | Lotto-Soudal               | + 1 min 37 s    |
| 8. | Gianluca Brambilla | Italien    | Quick-Step Floors          | + 1 min 37 s    |
| 9. | Bjorg Lambrecht    | Belgien    | Belgien U23                | + 1 min 37 s    |
| 10. | Loïc Vliegen       | Belgien    | BMC Racing Team            | + 1 min 37 s    |